# Chanoine
Pour les articles homonymes, voir Chanoine (homonymie).
 (août 2022).
Motif : Article passant à côté de son sujet, manque de sources : sources trop ténues et trop de sources primaires etc.

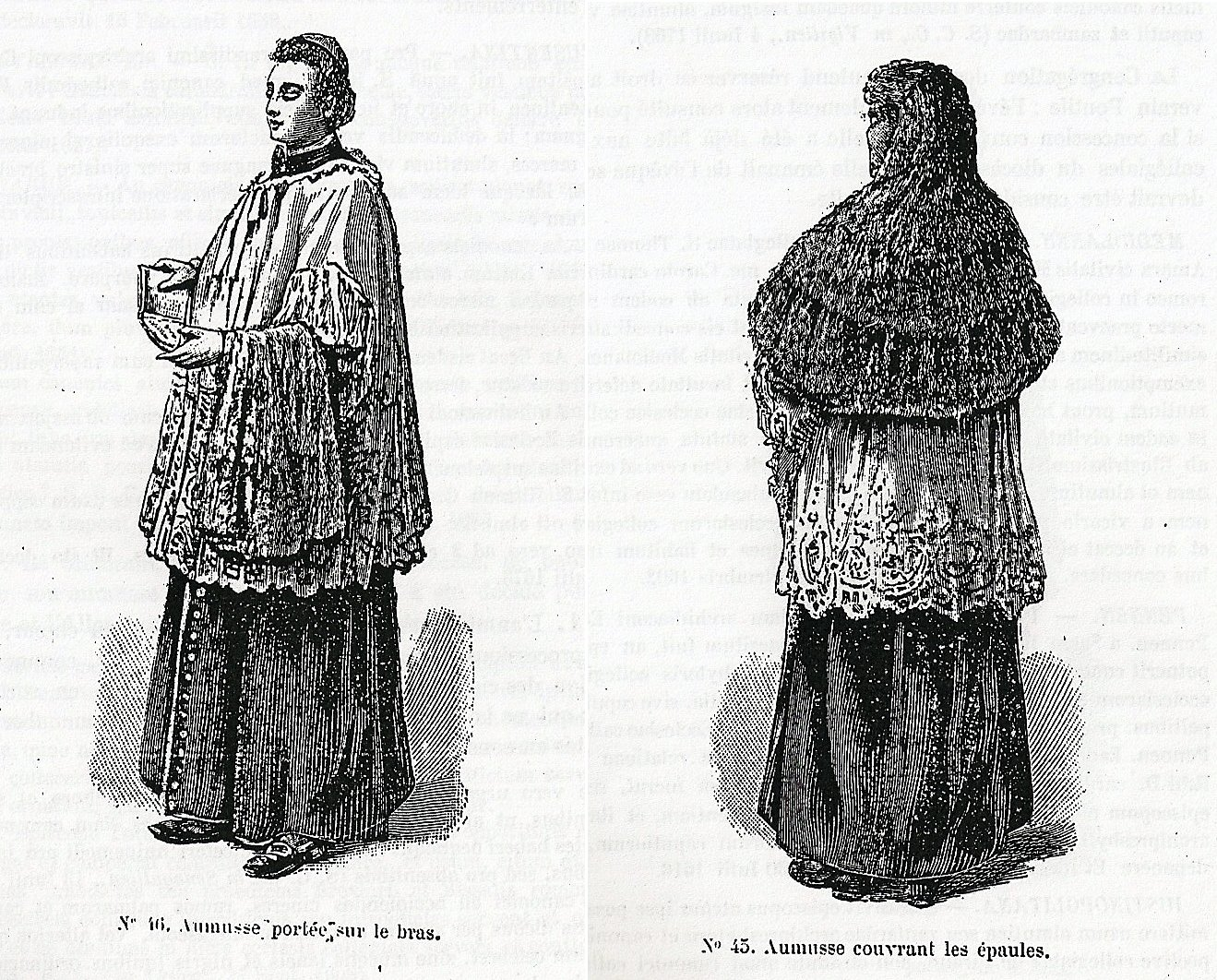
Chanoine portant l'aumusse.

Un chanoine (du nom latin médiéval canonicus de même sens, lui-même issu de l'adjectif du latin classique canonicus : « relatif à une règle, régulier » ; et du grec ancien κανών / kanôn, « règle ») est un clerc (voire un laïc) appartenant à un chapitre ou à une congrégation, et consacré à la prière liturgique au chœur (chanter la gloire de Dieu en plain-chant monodique fait partie intégrante de la liturgie), à la prédication, au secours des pauvres, ainsi qu'à la direction du chœur professionnel (le « bas-chœur ») conjointement à une fonction d'enseignement dans le but de pouvoir diriger le chœur d'enfants (la maîtrise). Cette fonction de maître de musique, même lorsque celui-ci devient chanoine, installe généralement son bénéficiaire à un rang inférieur dans la hiérarchie canoniale, etc. Il s'agit à l'origine d'un clerc séculier doté d'une règle canonique (règle d'Aix) analogue à celle de saint Benoît et détenteur d'une prébende. Bien que cette règle s'inspire de la tradition apostolique de renoncement, elle permet aux chanoines de posséder des biens privés, ce qui les distingue des moines.
Progressivement, la très grande variété des intitulés des dignités et des offices selon les chapitres (différents selon leur fondateur, la richesse de leur patrimoine) a donné naissance à différentes catégories de chanoines qu'il est difficile de sérier. Au haut Moyen Âge, le mot peut désigner certains membres du personnel laïc des églises. Aujourd'hui, il existe des chanoines ecclésiastiques (séculiers ou réguliers), des chanoines laïcs et des femmes religieuses régulières (chanoinesses).

## Histoire de la vie canoniale

### Origine
L'expression clerici canonici, d'où provient le terme « chanoine », apparaît au IVe siècle et désigne alors certains des nombreux clercs affectés au service de la cathédrale qui, menant une vie commune, sont bientôt soumis à une règle (en grec ancien : κανών / kanôn), peut-être celle qu'Augustin, évêque d'Hippone, donne à ses clercs.

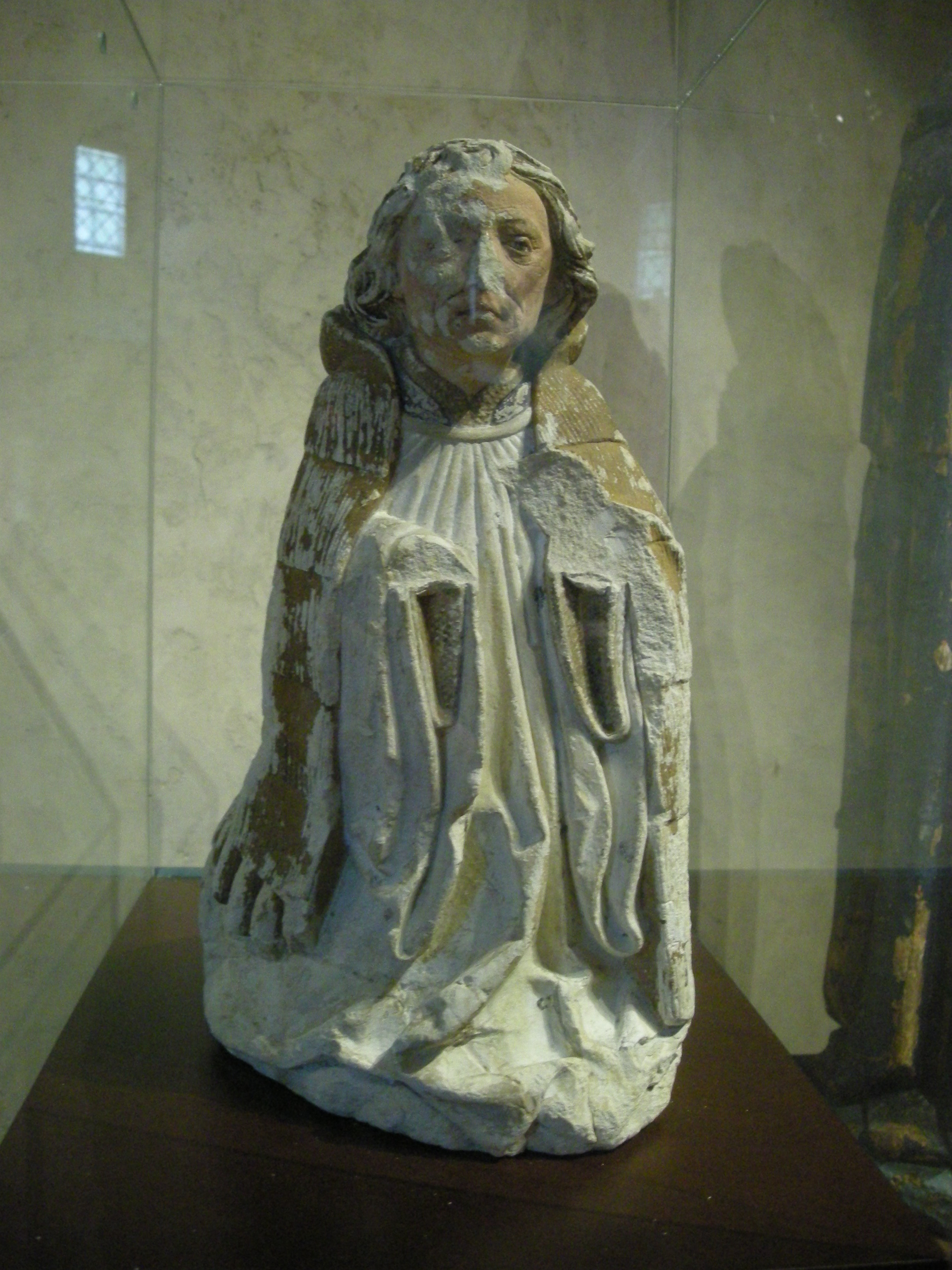
Chanoine agenouillé (Normandie).

La distinction d'un corps des chanoines par rapport au reste du clergé pourrait remonter à Chrodegang, évêque de Metz et auteur en 763 d'une règle de vie communautaire (la Regula vitae communis) inspirée de la règle d'Augustin. Selon cette règle, les membres du clergé vivant en commun sous le toit épiscopal n'ont pas à faire vœu de pauvreté mais doivent respecter un certain nombre d'obligations, telles que le travail manuel et la confession deux fois par an. Les évêques de Lyon Leidrade puis Agobard introduisent dans la capitale des Gaules la réforme canoniale voulue par Charlemagne. Cette réforme est renouvelée et diffusée par Louis le Pieux au cinquième concile d'Aix-la-Chapelle en 816 (règle d'Aix).
Il y est précisé qu'ils devaient entendre deux fois par jour un chapitre (latin capitulum) de la règle de leur fondateur. Le terme aurait ensuite changé de sens pour désigner la réunion du conseil de l'évêque avec les clercs qui l'assistent : le chapitre canonial. Les chanoines prennent alors une part de plus en plus importante à l'administration de l'église épiscopale.

### Les chanoines au Moyen Âge

#### À l'époque carolingienne
Dès la période carolingienne, la vie canonique (latin vita canonica) devint un objet de préoccupation des conciles, notamment afin d'éviter l'enrichissement personnel des chanoines et d'assurer le respect de la règle.

#### La réforme grégorienne
Durant la réforme grégorienne, diverses réformes sont entreprises par les souverains pontifes, comme Nicolas II (en 1059), Alexandre II (en 1063, créant les chanoines réguliers, et excluant les laïcs de ces sortes de communautés). L'attrait prioritaire de la prébende, qui fait recruter les chanoines auprès de la haute bourgeoisie et de la noblesse locale, les cas nombreux de concubinage et l'abandon de tout service paroissial sont les causes de tentatives éparses de redressement, dès l'an mil, puis d'une reprise en main venue de Rome, au cours du XIe siècle, dans la mouvance de cette réforme.
Dès la première moitié de ce siècle, de nombreux chapitres en Europe entreprennent d'eux-mêmes de reprendre une vie commune en respectant la règle d'Augustin d'Hippone. Les régions les plus gagnées par ce premier élan sont la Provence, la Toscane, la Lombardie et le Latium. Dans la seconde moitié du siècle, de nombreuses autres régions d'Europe s'engagent dans cette voie. Toutefois, de nombreuses communautés résistent à cette réforme et ne reprennent pas de vie commune ou s'engagent dans la pauvreté, tel le chapitre cathédral de Lyon par exemple.

#### DuXIIesiècleà la fin du Moyen Âge
D'autres rappels à la règle sont faits par Innocent II (et le concile du Latran, en 1139), ou encore Benoît XII (en 1339).

### À l'époque moderne
La séparation des menses qui a entraîné l'autonomie croissante des chapitres, est à l'origine de nombreux conflits entre les chanoines et les évêques : droits de préséance et de juridiction capitulaire et épiscopale, problèmes relatifs aux dignités et aux bénéfices, aux répartitions des offrandes, des profits liés à la vente de cire (due à la récupération des cierges, chandelles et luminaires qui brûlent dans les chapelles). Les chanoines sont ainsi en procès continuels avec les évêques, ce qui impose régulièrement le recours à l'arbitrage d'une autorité ecclésiastique extérieure (le pape lorsque ces procès concernent des diocèses importants),.

### Depuis leXIXesièclejusqu'à nos jours
Les chanoines relèvent dans le Droit canonique de la section consacrée aux chapitres de chanoines. Le Code de 1917 en traitait aux canons 391-422, livre II, 1re partie, section 1, titre 8, chapitre 5e, soit 31 canons ; le nouveau Code de 1983 en traite aux canons 503-510, au livre II, 2e partie, section 2, titre 3, chapitre 4, soit 7 canons seulement. La réduction drastique des canons les concernant marque la disparition de leur puissance, leur rôle étant désormais de facto honorifique.

## Typologie
Aujourd'hui, l'on distingue principalement :
- les chanoines séculiers, qui sont généralement des clercs attachés à un chapitre, cathédral ou collégial, ou, plus rarement, des clercs membres d'une congrégation de chanoines séculiers, qui ne prononcent pas de vœux religieux ;
- les chanoines réguliers, qui sont des clercs vivant en communauté, faisant des vœux religieux et suivant une règle monastique ;
- les chanoinesses, qui sont, de nos jours, des religieuses ;
- les chanoines laïcs.

### Les chanoines séculiers

#### Les chapitres de chanoines

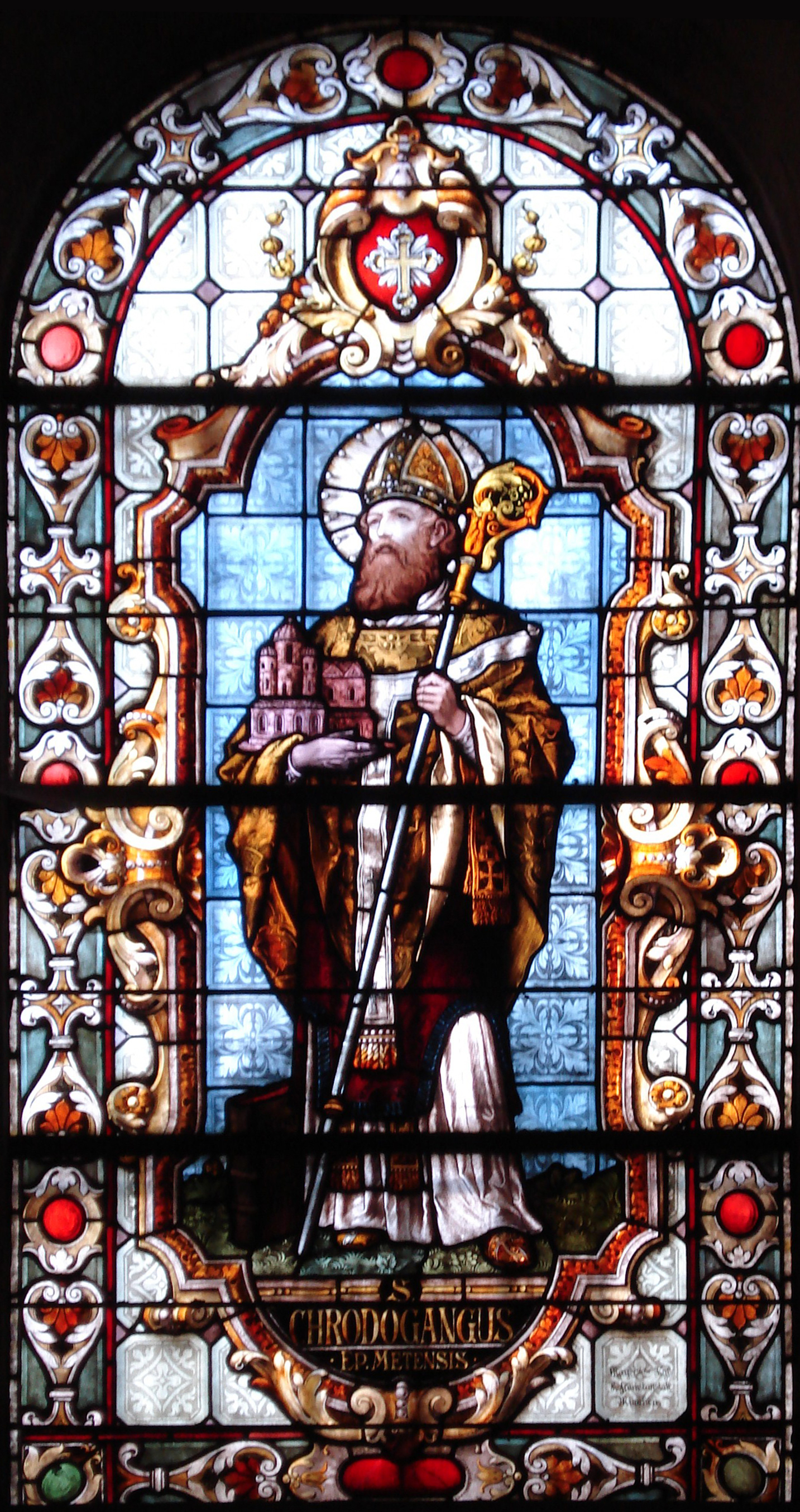
Vitrail de saint Chrodegang de Metz

Le terme de chanoine séculier désigne le plus souvent un clerc séculier, membre d'un chapitre de chanoines attaché à une église et « auquel il revient d'accomplir les fonctions liturgiques plus solennelles dans l'église cathédrale ou collégiale […] » (can. 503, CIC/1983).
Les chanoines se consacrent, principalement, au chant choral de l'office divin et de la messe capitulaire. Ils appartiennent à un collège appelé chapitre, collégial ou cathédral, selon que l'église où il officie est collégiale ou cathédrale, et dont les activités sont réglées par des statuts, sous l'autorité d'un doyen, prévôt ou primicier. La particularité du gouvernement de ces chapitres est d'être collégial, le doyen n'étant qu'un primus inter pares présidant et représentant le chapitre. Les chanoines ne prononcent pas de vœux religieux et restent, de ce fait, propriétaire de leurs biens.
C'est semble-t-il à partir du XIIIe siècle que, insensiblement, le terme canonicus est réservé aux clercs — ou au moins à certains des clercs — des églises cathédrales et des églises collégiales. Les chanoines forment alors le chapitre tel que nous le connaissons aujourd'hui.
Les chanoines peuvent être de simples clercs, mais sont de nos jours quasiment tous prêtres (can. 509 § 2). Les églises cathédrales possèdent ordinairement un chapitre de chanoines (beaucoup n'en ont plus aujourd'hui, le can. 508 § 2 ne le rendant plus obligatoire), dont les membres composaient jadis le conseil de l'évêque ; avant le code de droit canonique de 1983, les fonctions curiales de la cathédrale leur appartenaient à tous collegialiter (collectivement) et étaient exercées en pratique par l'un d'eux — le vicaire-curé ou capitulaire — au nom du chapitre. Désormais les chapitres sont séparés des paroisses (can. 510 § 3).
Le titre de chanoine est, depuis le XIXe siècle, conféré à titre de retraite ou surtout de récompense, et exclusivement « à des prêtres remarquables par leur doctrine et l'intégrité de leur vie, et qui ont exercé le ministère de façon méritoire » (can. 509 § 2).
Dans la cité de Liège, les écolâtres étaient des chanoines qui avaient des responsabilités de contrôles, plus ou moins étendues selon les époques, des écoles élémentaires. Y furent écolâtres au XVIIe siècle : Christophe Blocquerie, Nicolas Rave, Gilles de Bocholtz, Jacques de Chocquier, Laurent de Méan, Jean-Ferdinand de Méan et Jean-Pierre Burman.

#### Les congrégations de chanoines séculiers

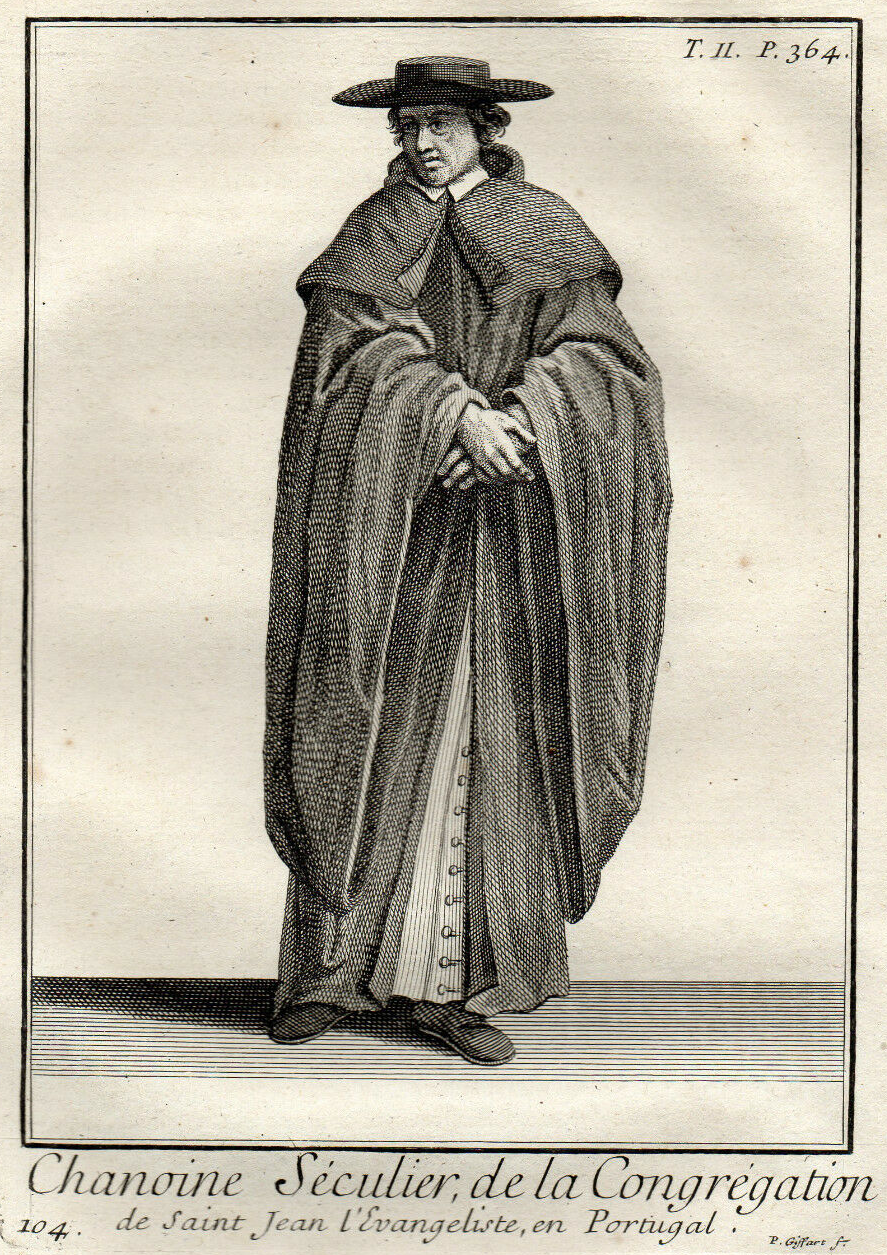
Chanoine séculier de la congrégation de Saint-Jean l'Évangéliste

Le terme de chanoine séculier désigne, également, un clerc séculier qui, sans avoir prononcé de vœux religieux, vit en communauté et exerce un apostolat, selon les constitutions d'une congrégation.
Les congrégations de chanoines séculiers sont nées au XVe siècle, de la volonté de faire revivre la vie communautaire des séculiers.
Parmi elles, on peut citer la congrégation de Saint-Georges in Algha (ou in Alga), fondée à Venise en 1404, sous le pontificat de Boniface IX, dont était membre Laurent Justinien, et qui comprenait également une branche féminine de chanoinesses, et la congrégation de Saint-Jean-Évangéliste, au Portugal, fondée en 1425. Selon Maria Castro Pino, la particularité de cette congrégation est liée au type d’exercice de l’autorité qui s’y pratique, et qui suit de près, en quelque sorte, celle des Dominicains.

### Les chanoines réguliers

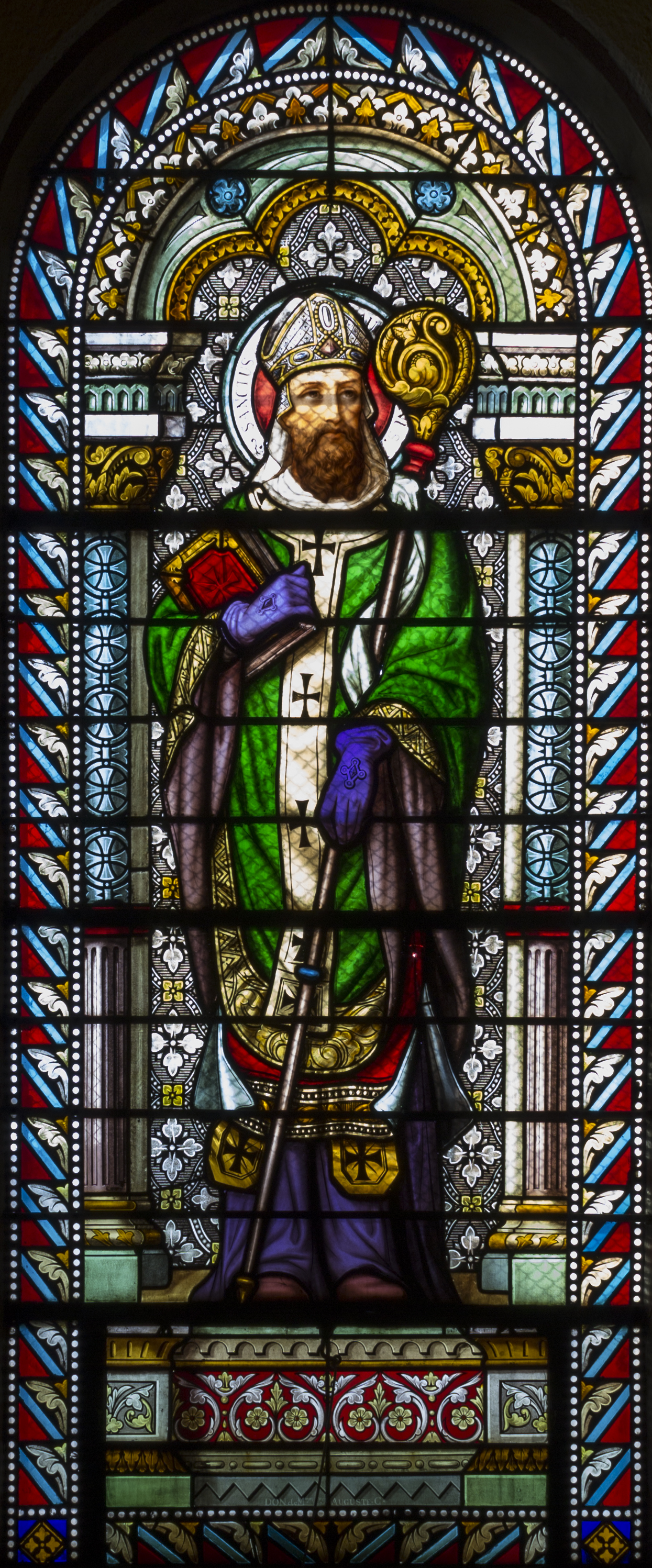
Vitrail de saint Augustin d'Hippone (église Saint-Denis, Lyon).

Les chanoines réguliers sont des clercs qui vivent en communauté et exercent un apostolat selon les principes d'une règle.
Au cours des siècles, plusieurs règles de vie ont été observées par les communautés de chanoines réguliers.
- Règle de Chrodegang de Metz (vers 760).
- Règle d'Aix-la-Chapelle en 816 (autorise la propriété privée).
- Règle de saint Augustin.

La règle de saint Augustin s'est imposée progressivement entre le XIe siècle et 1215 dans le sillage de la réforme grégorienne. Quasiment tous les réformateurs et fondateurs de communautés canoniales depuis le XIe siècle finirent par l'adopter. On parle alors de famille (et non d'ordre) des chanoines de saint Augustin, parce que leurs établissements pouvaient se donner des constitutions particulières qui précisaient l'application de la règle (par exemple : les chanoines de Saint-Victor).
Jusqu'au XIe siècle, ils ne furent pas astreints à la mise en commun de leurs biens. Au XIe siècle, l'évêque Pierre Damien considère que cette mise en commun est ce qui les distingue des chanoines séculiers.
Ils vivent dans des abbayes qui ont pu avoir la puissance et le rayonnement attachés aux établissements monastiques. Ils mènent pourtant une vie non cloîtrée, et s'investissent de missions sacerdotales ou d'enseignement, voire sont responsables de paroisses.
Actuellement, certains d'entre eux mènent une vie consacrée, généralement en prononçant les vœux religieux, à l'instar des religieux, mais ils exercent le ministère des âmes en prêchant, enseignant, et administrant les sacrements comme le clergé séculier. Contrairement aux moines, certains ne sont pas tenus à la stabilité dans leur monastère de profession.
L'ordre Teutonique, réformé en 1929, est un institut de vie consacrée qui prend place parmi les chanoines réguliers.

### Les chanoinesses
Les chanoinesses sont des femmes menant une vie canoniale régulière (mais non séculière, réservée aux clercs) : par exemple, les chanoinesses de Saint-Augustin, actuellement congrégation de Notre-Dame des chanoinesses de Saint-Augustin.

### Les chanoines laïcs
Les chanoines laïcs sont pour la plupart des chanoines honoraires ou héréditaires. Il y a cependant quelques exemples de chanoines titulaires qui sont laïcs, et même certains mariés : à Tirlemont en Flandre, il y eut une église collégiale de chanoines fondée par un comte de Barlemont, qui devaient être mariés ; ils portaient l'habit ecclésiastique, mais n'étaient pas engagés dans les ordres. Le Code de droit canonique de 1983 permettant dans son canon 228 d'attribuer "des offices ou charges ecclésiastiques" à des fidèles laïcs, autorise théoriquement le maintien ou la nomination de chanoines laïcs.

#### Les titres de chanoines des rois de France
Les rois de France, laïcs mais sacrés à Reims, étaient de manière successorale chanoines d'honneur de plusieurs églises, jusqu'en 1830 :
- cathédrales :
  - premier chanoine honoraire héréditaire de la cathédrale Saint-Maurice d'Angers ;
  - premier chanoine honoraire héréditaire de la cathédrale Notre-Dame-en-Cité d'Arras[25] ;
  - premier chanoine honoraire héréditaire de la cathédrale Saint-Étienne de Châlons ;
  - proto-chanoine de l'ancienne cathédrale d'Embrun (depuis Louis XI) ;
  - premier chanoine honoraire héréditaire de la cathédrale Saint-Julien du Mans.
  - chanoine honoraire de la cathédrale Saint-Jean-Baptiste de Saint-Jean-de-Maurienne (depuis François Ier, qui exigea ce privilège lors de son invasion de la Savoie en 1536) ;
- collégiales :
  - proto-chanoine (protocanonicus) de Notre-Dame de Cléry (titre concédé par le pape Sixte IV au roi Louis XI et à ses successeurs, avec le droit de siéger dans le chœur de cette église, et au chapitre, au-dessus du doyen ; de porter le surplis, la chape et l'aumusse), où Louis XI avait choisi cette église pour lieu de sa sépulture[26] ;
  - premier chanoine honoraire héréditaire de l'église de Saint-Hilaire de Poitiers ;
  - premier chanoine honoraire (et abbé) héréditaire de l'église de Saint-Martin de Tours (depuis Robert Ier ; Louis XIII y fut reçu chanoine le 21 juillet 1614, prêtant comme ses prédécesseurs serment à genoux, la main sur les Évangiles ; Louis XVIII fit de même[27]) ;

Lorsque le roi faisait son entrée dans l'une de ces églises, on lui présentait l'aumusse et le surplis.

#### Le cas particulier du canonicat d'honneur de l'archibasilique du Latran
Même si l'empereur du Saint-Empire Romain Germanique l'avait été au Moyen Âge, le roi de France était depuis 1604 « premier et unique chanoine honoraire » de l'archibasilique de Saint-Jean-du-Latran, en vertu d'une fondation de Louis XI de 1482 renouvelée par Henri IV en 1604, qui en devint le premier chanoine en donnant au chapitre du Latran l'abbaye de Clairac, en Agenais (aujourd'hui département de Lot-et-Garonne).
Après la chute des Bourbons en 1830, le chapitre basilical a proposé ce titre à plusieurs chefs d'État français. Depuis 1957, le président de la République française accepte traditionnellement ce titre, que le chapitre lui offre par écrit après son élection. Plusieurs ont pris possession de leur stalle au chœur, où ils sont représentés par un chanoine français, actuellement Louis Duval-Arnould.

## Les différentes appellations des chanoines
Le droit canonique et les statuts capitulaires ont distingué ou distinguent de nombreuses catégories de chanoines :

### Selon la fonction capitulaire
- prévôt, doyen ou primicier : président du chapitre.
- proto-chanoine : c'est le titre du premier des chanoines, qui a préséance sur tous les autres chanoines.
- chanoine pointeur : celui qui marque les chanoines absents et ceux qui arrivent alors que l'office a déjà commencé.
- chanoines de stallo : occupent les stalles hautes (plus dignes) des églises.
- chanoines de terra : occupent les stalles basses (moins dignes) des églises.
- chanoine-curé ou vicaire du chapitre : est chargé de la charge curiale (notamment des fidèles) de l'église du chapitre.
- chanoine pénitencier : est habilité à absoudre des sanctions au for interne.
- chanoine théologal : est chargé de l'enseignement et de la prédication.
- chanoine coûtre, etc.
- chanoines coadjuteurs.

### Selon le droit de vote
- chanoines capitulants ou participants : ceux qui ont voix délibérative dans l'assemblée du chapitre.
- chanoines surnuméraires.

### Selon la prébende reçue
- chanoines prébendés : ceux qui reçoivent un traitement.
- chanoines expectants : ceux qui, en attendant une prébende, avaient le titre et la dignité de chanoines, voix au chapitre, et une place au chœur.
- chanoines majeurs : ceux qui ont les grandes prébendes d'une église.
- chanoines mineurs : ceux qui ne possèdent que les moindres prébendes.
- chanoine semi-prébendé : celui qui n'a qu'une demi-prébende.
- chanoine tertiaire (tertiarius ou tortrier) : celui qui ne touchait que la troisième partie des fruits d'une prébende.
- chanoines jubilaires : ceux qui desservent leurs prébendes depuis cinquante ans.

### Selon la résidence
- chanoines-cardinaux : incardinati : clercs qui non seulement observaient la règle et la vie commune, mais qui étaient attachés (incardinés) à une certaine église, de même que les curés le sont à une paroisse.
- chanoines claustrales : résidents auprès du cloître de l'église principale du chapitre.
- chanoines mansionnaires ou résidents : ceux qui desservent en personne leur église, à la différence des chanoines forains.
- chanoines forenses ou forains : ne résident pas dans leur église et se font remplacer par un vicaire.
- chanoines obedientiales : résident dans les obédiences ou succursales dépendant d'une église principale.

### Selon le statut ecclésial
- chanoines-moines : étaient les mêmes que les chanoines-réguliers : on en parle dans la vie de Grégoire IV et dans un vieux pontifical de saint Prudence, évêque de Troyes.
- chanoines réguliers (voir ci-dessous)
- chanoines séculiers (voir ci-dessous)

### Selon l'ordre reçu
- chanoine in minoribus : celui qui n'a reçu que les Ordres mineurs (ostiariat, lectorat, exorcistat, acolytat), n'a pas de voix au chapitre et ne jouit pas de certains honneurs.
- chanoines domicillares ou chanoines-damoiseaux (ou domiciliaires) : nom que l'on donnait autrefois dans quelques églises aux jeunes chanoines qui n'étaient pas encore dans les ordres sacrés (que sont les sous-diaconat, diaconat et presbytérat).
- chanoines laïcs : pour la plupart, non-clercs nommés de manière honoraire voire héréditaire. Il y a cependant quelques exemples singuliers de chanoines titulaires qui sont laïcs, et même mariés. À Tirlemont en Flandre, il y avait une église collégiale de chanoines fondée par un comte de Barlemont, qui devaient être mariés : ils portaient l'habit ecclésiastique mais n'étaient pas engagés dans les ordres.

### Selon les privilèges liturgiques
- chanoines mitrés : ceux qui, par un privilège accordé par les papes, ont le droit de porter la mitre au chœur. Par exemple :
  - les chanoines de la cathédrale et des quatre collégiales de Lyon ;
  - ceux de la cathédrale de Lucques (depuis Grégoire IX) ;
  - ceux de la cathédrale de Milan (depuis Pie XI, ancien archevêque de la ville).

### Pour des motifs honorifiques
- chanoines ad effectum : dignitaires auxquels le pape confère le titre de chanoine sans prébende.
- chanoines honoraires : titre accordé à des ecclésiastiques qui ne résident pas auprès de la cathédrale et n'exercent pas de fonction effective dans le conseil de l'évêque ou le chapitre d'une église donnée. Voir aussi 'chanoines d'honneur'. Les chanoines honoraires au sein de l'Église catholique romaine peuvent encore être nommés après le Concile Vatican II. Aussi, les chapelains de l'ordre souverain de Malte qui jouissent, en outre, des privilèges prélatices sont aussi, de fait, avec l'ordre équestre du Saint-Sépulcre, chanoines titulaires ou honoraires de leur Ordre et ont droit au titre honorifique de « Chanoine »[réf. souhaitée] et « Monseigneur » en plus de la robe de chœur, qui comprend la mozette (noir avec passepoil violet pour Malte et blanc avec une croix de Jérusalem rouge pour le Saint-Sépulcre.
- chanoines d'honneur : titre honorifique sans réalité canonique, accordé autrefois en France par un évêque à d'autres ecclésiastiques. Certains chapitres distinguent en chanoines honoraires les simples prêtres et chanoines d'honneur les évêques et prélats.

### Selon des critères de naissance ou de fonction
- chanoines nobles : membre des chapitres qui doivent appartenir à la noblesse. L'on parle normalement de chapitres nobles.
- chanoines héréditaires : laïcs auxquels des églises cathédrales ou collégiales ont donné le titre et les honneurs de chanoine honoraire (les rois de France par exemple).
- chanoines honoraires-nés : clercs ou laïcs étant, par leur dignité (ex officio), chanoines honoraires de certaines églises, quoique leur dignité soit étrangère au chapitre.
  - À la basilique Saint-Julien de Brioude, les évêques du Puy et de Mende sont comtes-nés de Brioude et chanoines honoraires.
  - À l'archibasilique du Latran à Rome, les chefs d'État français sont depuis 1604 uniques chanoines honoraires le temps de leur charge.

### Autres catégories
- chanoine ad sucurrendum : titre que l'on donnait à ceux qui se sont fait agréger en qualité de chanoine à l'article de la mort, pour avoir part aux prières du chapitre.

## Héraldique
Les chanoines peuvent surmonter leurs armoiries d'un chapeau de sable aux cordons à trois houppes de même.

## Chanoines séculiers en habit de chœur

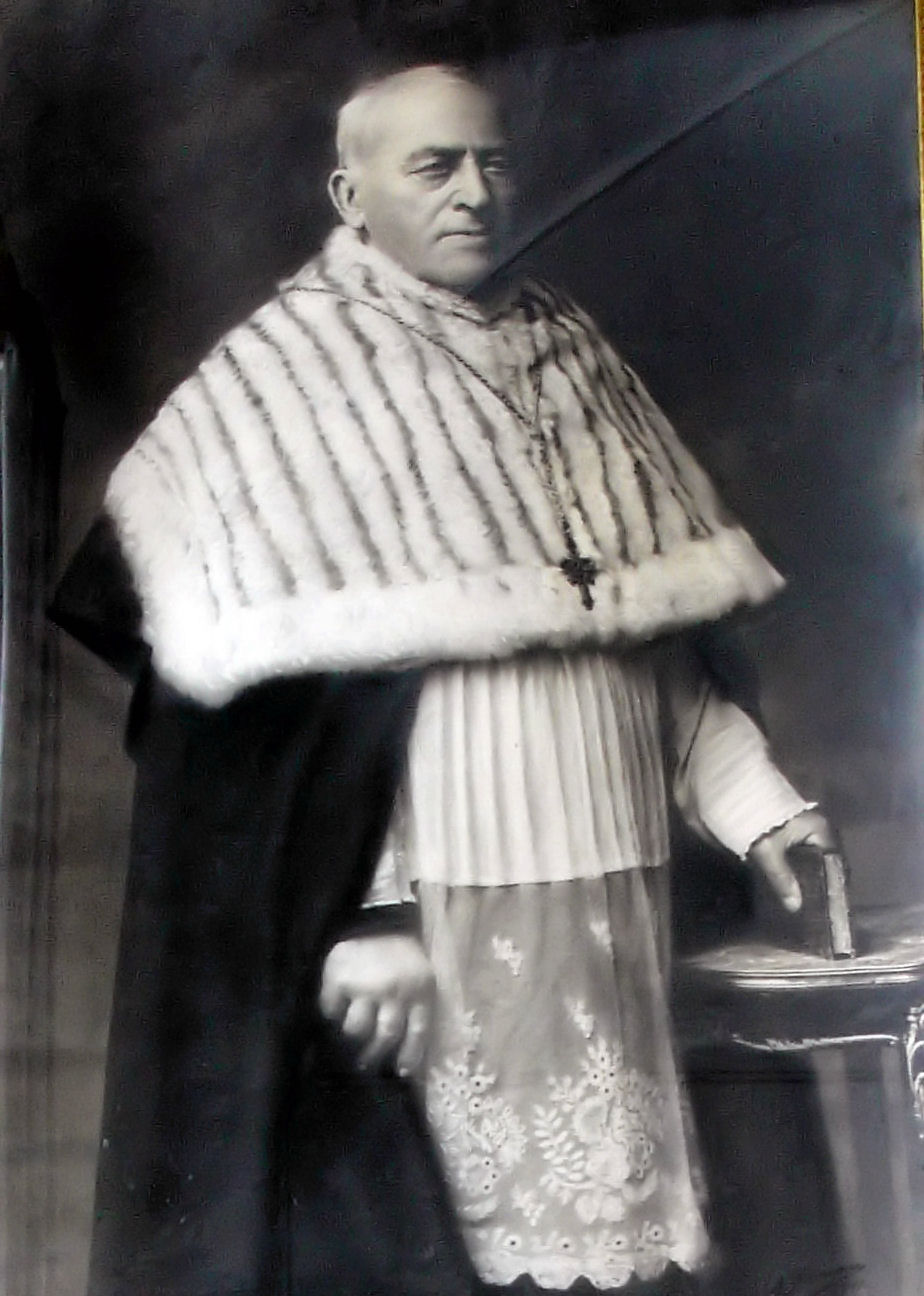
Chanoine flamand en costume de chœur.
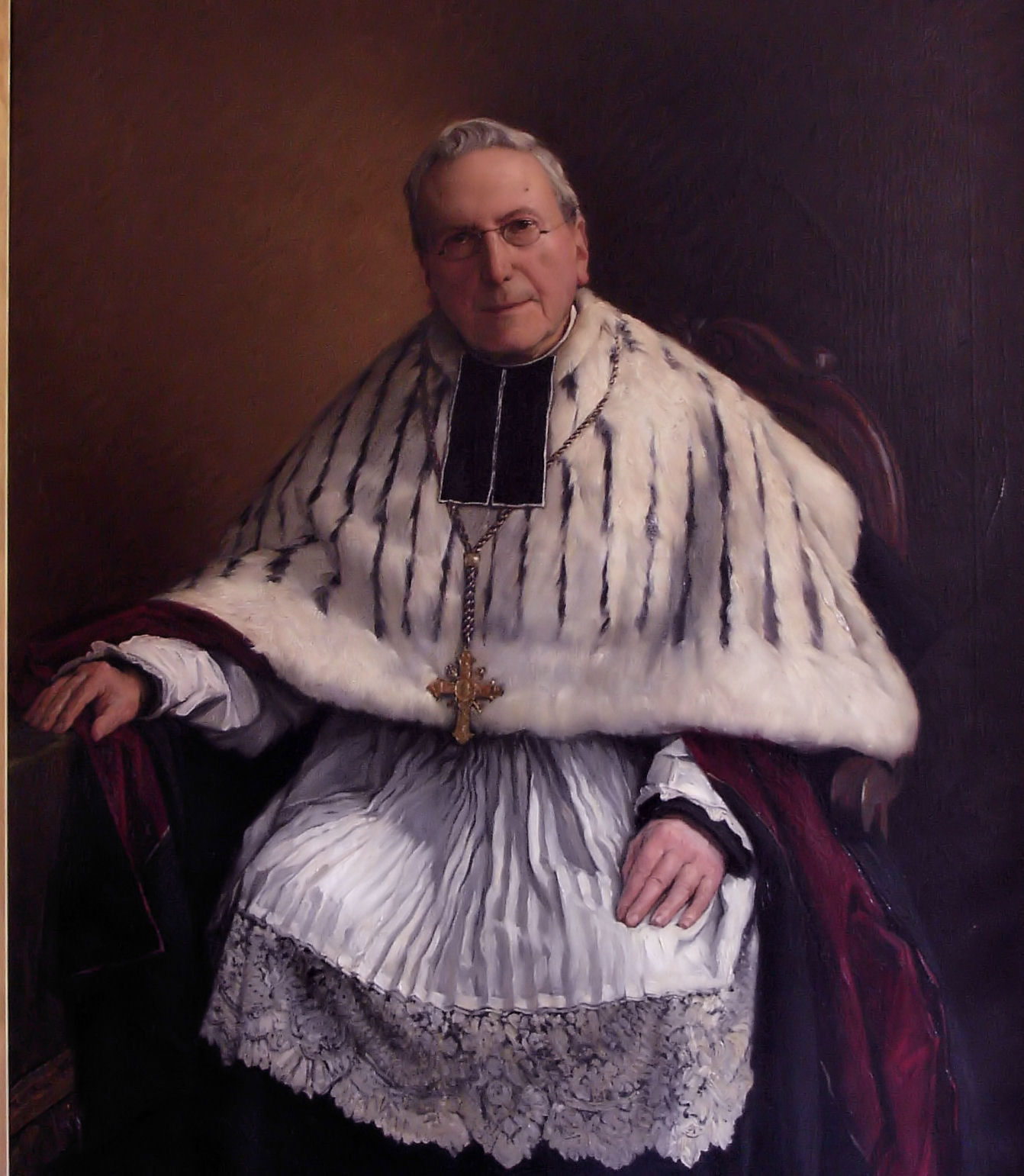
Portrait de Pierre-Louis Stillemans, chanoine du chapitre de Saint-Bavon.
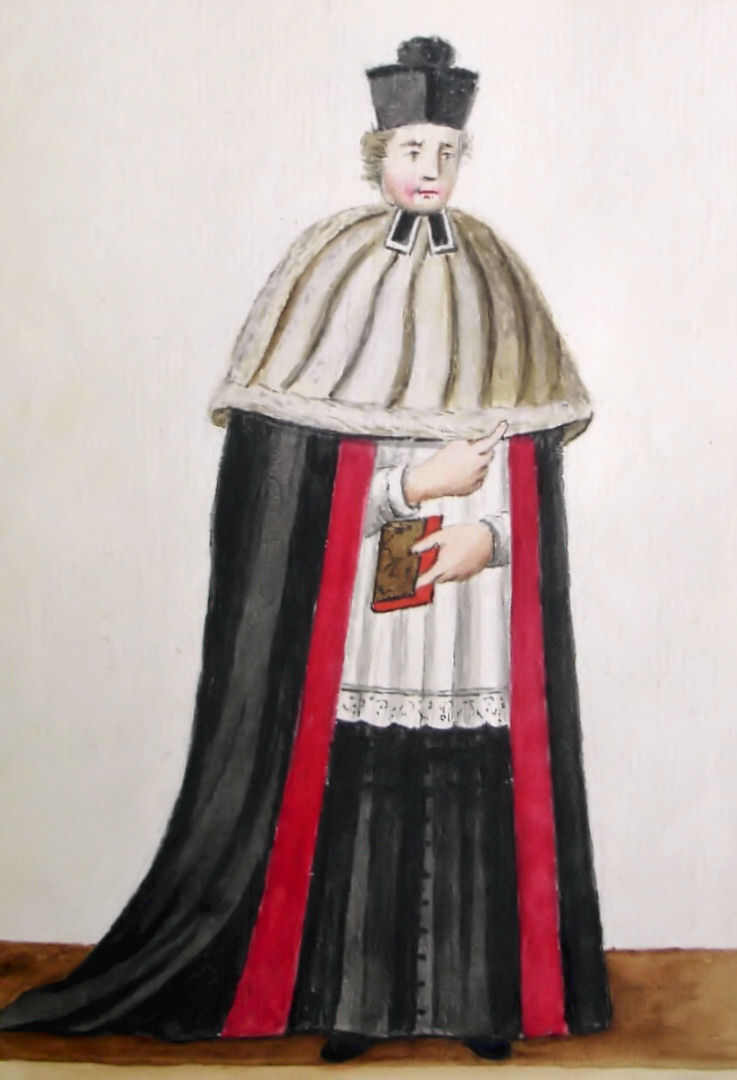
Un chanoine en tenue de chœur hivernale, début XIXe siècle.
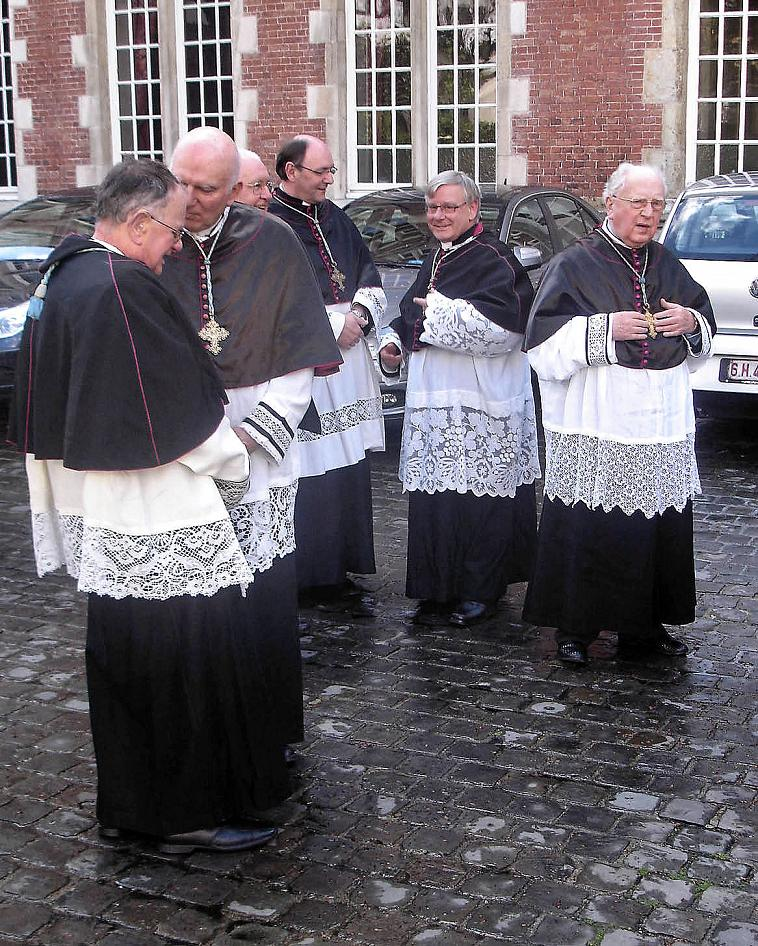
Des chanoines du chapitre de Saint-Sauveur à Bruges lors de la procession du Saint-Sang en 2008.
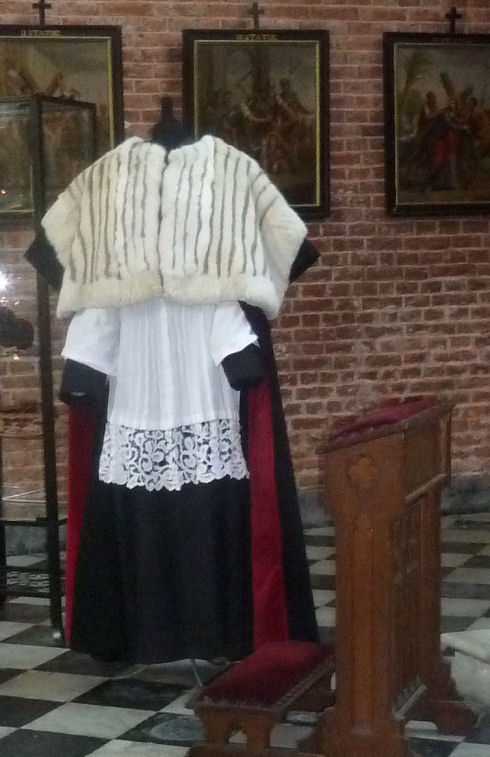
Tenue hivernale de chanoine de Gand
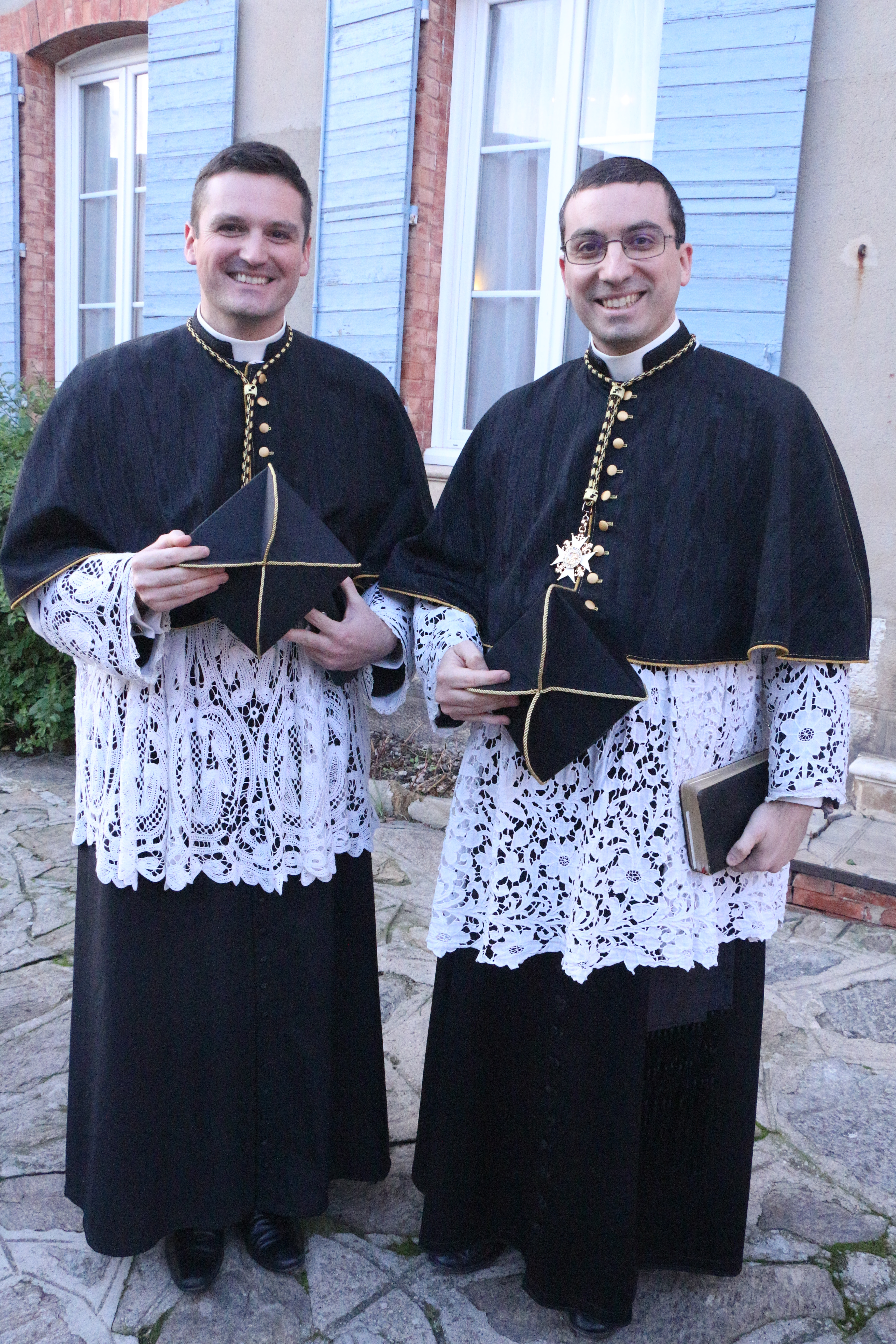
Fondateurs du chapitre de Saint-Remi, en habit de chœur.

### Recherche
- Jean Heuclin (dir.) et Christophe Leduc, Chanoines et chanoinesses des anciens Pays-Bas : Le chapitre de Maubeuge du IXe au XVIIIe siècle, Presses Universitaires du Septentrion, 2020 (ISBN 978-2-7574-3009-5)
- Christine Barralis, chap. XII « Les auxiliaires de l’évêque : Chanoines et archidiacres », dans Structures et dynamiques religieuses dans les sociétés de l’Occident latin (1179-1449), Presses universitaires de Rennes, coll. « Histoire », 2019 (ISBN 978-2-7535-6757-3, lire en ligne), p. 147–156
- Michèle Gaillard, chap. IV « L’impulsion réformatrice de 816/817 : Nature et signification », dans D’une réforme à l’autre (816-934) : Les communautés religieuses en Lorraine à l’époque carolingienne, Éditions de la Sorbonne, coll. « Histoire ancienne et médiévale », 2019 (ISBN 979-10-351-0194-7, lire en ligne), p. 123–147
- Jean-Charles Picard dir., Les chanoines dans la ville. Recherches sur la topographie des quartiers canoniaux en France, Paris, De Boccard, 1994, 424 p., ill.
- Jean-Charles Picard, « Les quartiers canoniaux des cathédrales en France », dans Le clerc séculier au Moyen Âge : XXIIe Congrès de la SHMES (Amiens, juin 1991), Éditions de la Sorbonne, coll. « Histoire ancienne et médiévale », 1993 (ISBN 979-10-351-0237-1, lire en ligne), p. 191–202
- Jean-Marie Mayeur (dir.), Charles Pietri (†) (dir.), Luce Pietri (dir.), André Vauchez (dir. et responsable du tome V) et Marc Venard (dir.), Histoire du christianisme : des origines à nos jours, t. V : Apogée de la papauté et expansion de la chrétienté (1054-1274), Paris, Desclée, 1993, 973 p. (ISBN 2-7189-0573-5, BNF 35572364)

### Ouvrages anciens
- Abbé Camille Daux : Les Chapitres cathédraux de France : Notices, costumes, sceaux, armoiries, Amiens - Rousseau-Leroy, Paris - Roger et Chernoviz, 1888, 196 p.
- Chanoine Victor Pelletier : Les Chapitres cathédraux en France devant l'Eglise et devant l'Etat, Paris, Lecoffre, 1864, in-8°, 572 p.
- D. Bouaix : Tractatus de capitulis, Paris, Lecoffre, 1852, 691 p.
- R.P. Raymond Chaponel d'Andescourt : Histoire des chanoines, ou recherches historiques-critiques sur l'ordre canonique, Charles Osmond, Paris, 1699, 408 p.